# Pauropus occidentalis
Pauropus occidentalis är en mångfotingart som beskrevs av Paul Auguste Remy 1956. Pauropus occidentalis ingår i släktet grovfåfotingar, och familjen fåfotingar. Inga underarter finns listade i Catalogue of Life.